# Віялохвіст сірий
Віялохві́ст сірий (Polyplectron bicalcaratum) — вид куроподібних птахів родини фазанових (Phasianidae). Поширений в Південно-Східній Азії.

## Поширення
Сірий віялохвіст поширений у рівнинних і гірських лісах Бангладеш, Північно-Східної Індії та Південно-Східної Азії.

## Опис
Довжина самця становить 56-76 см (з яких 35-40 см займає тільки хвіст) і важить 568—910 г; самиця 48-55 см (з них 25-30 см хвоста) з вагою 450—550 г.
Самця можна впізнати за його коричнево-сірим оперенням з дрібними плямами темно-сірого, білого та вохового кольору. Крім усього іншого, він має чудові металеві синьо-зелені плями на крилах і мантії. Кожне хвостове перо позначене двома великими металевими зеленими очними плямами з фіолетовими відтінками. Щоки та горло білі, а верхівку голови увінчує еректильний гребінь.
Самиця менша за самця і має тьмяніше оперення, з меншою кількістю очних плям. Вони чорні з білими краями. Груди вкриті коричневими плямами, які надають оперенню лускатого вигляду. Нижні частини закреслені.

## Спосіб життя
Птах всеїдний. Харчується насінням, ягодами, фруктами та безхребетними, віддаючи перевагу термітам. У пошуках їжі птах веде себе повільно, методично й стримано, майже не видаючи ні найменшого шуму. Спокійно дряпає лапами листяний опад і хапає дзьобом викриту здобич.